# Menander Protektor
Menander Protektor, řecky Μεάνδρος Προπτέκτωρ byl byzantský historik ze 6. století, narozený v Konstantinopoli. Jediným zdrojem informací o jeho životě je citace z jednoho jeho spisu v Sudě (Mu, 591). Menander se zde zmiňuje o svém otci Eufratovi, který přišel z Byzance, a o svém bratru Herodotovi. Studoval právo, ale studia opustil. Přijal vojenský úřad na dvoře císaře Maurikia (odtud přídomek Protektor). Sám císař ho prý motivoval k pokusu napsat historickou práci. Za vzor si vzal Agathia z Myriny, který stejně jako on začínal jako právník. Svou historii začal Menander tam, kde Agathias skončil. Zahrnuje období od příchodu Kutrigurů do Thrákie za panování Justiniána I. v roce 558 až po smrt císaře Tiberia II. v roce 582. Dílo samotné se nedochovalo, fragmenty jsou zachovány v textech Konstantina VII. Porfyrogenneta a v Sudě. Jeho zprávy jsou jedním z nejcennějších pro rekonstrukci dějin 6. století, a to zejména v zeměpisných a etnografických záležitostech. Menander byl očitým svědkem některých událostí, které popisuje. Stejně jako Agathias psal též epigramy, jeden je zachován ve sbírce Anthologia Graeca.